# Bârzești (okręg Vaslui)
Bârzești – wieś w Rumunii, w okręgu Vaslui, w gminie Ștefan cel Mare. W 2011 roku liczyła 1054 mieszkańców.